# Chloe – A kísértés iskolája
A Chloe – A kísértés iskolája (eredeti címe: Chloe) 2009-es erotikus thriller Atom Egoyan rendezésében. A forgatókönyvet Erin Cressida Wilson írta, a főszerepben pedig Julianne Moore, Liam Neeson és Amanda Seyfried látható. A film a 2003-as Nathalie... című film remake-je. 
A Chloe ugyan megosztotta a kritikusokat, de pénzügyi szempontból sikeres volt, és többet hozott a pénztáraknál, mint Egoyan bármelyik korábbi filmje.

## Rövid történet
Amikor Catherine arra gyanakszik, hogy férje, David megcsalja, felfogad egy kísérőt, hogy csapdába csalja. Azonban Catherine féltékenysége egyre csak növekszik, mert Chloe leírja a Daviddel való találkozás eseményeit, és összekapcsolódik az életük.

## Szereplők
- Julianne Moore: Dr. Catherine Stewart
- Liam Neeson: David Stewart
- Amanda Seyfried: Chloe Sweeney
- Max Thieriot: Michael Stewart
- R. H. Thomson: Frank
- Nina Dobrev: Anna
- Meghan Heffern: Miranda
- Natalie Lisinska: Eliza
- Laura de Carteret: Alicia
- Mishu Vellani: Julie

## Fogadtatás
A Rotten Tomatoes oldalán 51%-os értékelést ért el 163 kritika alapján, és 5.71 pontot szerzett a tízből. A Metacritic honlapján 48 pontot szerzett a százból, 33 kritika alapján.
Roger Ebert 3.5 ponttal értékelte a maximális négyből. Anthony Lane, a The New Yorker kritikusa az eredeti filmhez hasonlította.